# 5'-Ribonucléotide disodique

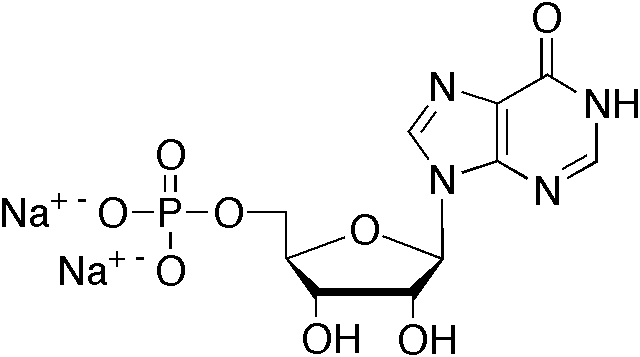
L'inosinate disodique, un exhausteur de goût.

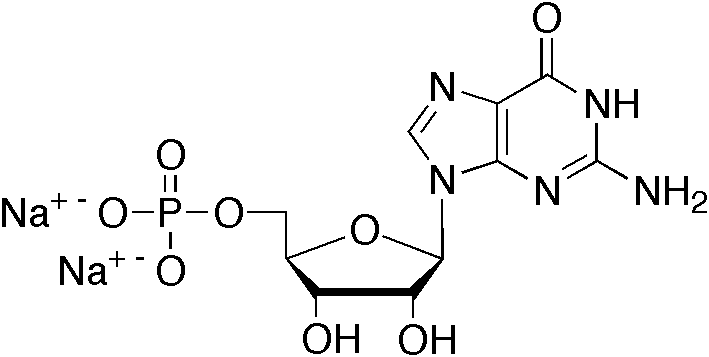
Le guanylate disodique, un exhausteur de goût.

L’additif alimentaire 5'-ribonucléotide disodique (E635) est une préparation composée de deux exhausteurs de goût : l'inosinate disodique (E631) et le guanylate disodique (E627). Il s'apparente au 5'-ribonucléotide calcique (E634).
Ce mélange est largement utilisé par l’industrie alimentaire pour augmenter l'intensité de la perception olfacto-gustative (goût et/ou l'odeur) d'une denrée alimentaire. Il agit en synergie avec le glutamate monosodique (E621). En effet, un mélange composé de 98 % de glutamate monosodique et de 2 % de 5'-ribonucléotide disodique a une intensité quatre fois supérieure à celle du glutamate monosodique utilisé seul.
On le trouve sous forme de poudre blanche et inodore. Le mélange est soluble dans l'eau et l'éthanol, et insoluble dans l'éther.